# تصعيد نووي
التصعيد النووي هي عقيدة أو لغة حلف الناتو بشأن التصعيد النووي في الحرب الباردة.

## سياسة تصعيد حلف الناتو النووية
حلف شمال الأطلسي (الناتو) هو تحالف بين الدول وهو من خلال ثلاثة أعضاء دائمين (الولايات المتحدة الأمريكية والمملكة المتحدة وفرنسا) وهو تحالف نووي، تمتلك فيه الدول الثلاث أسلحة نووية. تم تشكيل هذا التحالف من أجل توفير غطاء أمني لدول أوروبا الغربية وكندا والولايات المتحدة ضد الاتحاد السوفيتي. أعضاء الناتو يحصلون على سلامة الأسلحة النووية التي يتم تقاسمها مع أعضائها من أحد الأعضاء الدائمين الثلاثة. ومع ذلك كانت الولايات المتحدة هي المدافع الأساسي عن الدول الأخرى عند تشكيل حلف الناتو بسبب ترسانتها النووية الضخمة التي تضعها تحت تصرف المنظمة.
سياسات حلف الناتو التصاعدية لم تترسخ حتى أواخر 1950. خلال الفترة السابقة حيث كانت أسلحة وقدرات أعضاء حلف الناتو مع ترسانة الولايات المتحدة النووية الهائلة كافية للحفاظ على هدوء مواطنيهم. كانت روسيا تفتقر إلى صواريخ مضادة للقذائف المسيرة أو الصواريخ بعيدة المدى لتهدد الولايات المتحدة بشكل مباشر وعلى النقيض من ذلك كان لدى الولايات المتحدة قاذفات قنابل داخل دول حلف شمال الأطلسي في أوروبا حيث يمكن أن تنقل حمولات نووية إلى أهداف محددة داخل الاتحاد السوفييتي إذا حاولوا شن حرب. أصبح العديد من البلدان الأوروبية الأعضاء في حلف الناتو قلقة من أن القوة النارية الهائلة للولايات المتحدة متساوية مع الاتحاد السوفييتي وأن الولايات المتحدة لن يكون لديها سبب للقدوم لمساعدة الأوروبيين مع احتمال بأن يتم أي هجوم من الولايات المتحدة ويتم الوفاء به بمثل هذه الهجمات.
الدول الأوروبية لديها القدرة على أن تصبح ساحة قتال نووية إذا اندلعت حرب بين قوى عظمى حتى لو لم يكن مصدرها في أوروبا فإنها ستغرقها بسرعة. ضمنت احتمالية وجود دول حلف وارسو في الاتحاد السوفياتي لمهاجمة أوروبا الغربية. هذه الأسلحة التي أعطيت لأوروبا من الولايات المتحدة جعلت من الواضح أنه إذا وقعت حرب نووية فمن المؤكد أنها ستغرق أوروبا أيضا. العلاقات القوية والثقافية والاقتصادية والسياسية التي تربط الولايات المتحدة بالعديد من الدول الأوروبية ومظلة حلف شمال الأطلسي لا توفر الحماية فقط لهذه الدول الأوروبية بل تضعها ضمن احتمالات هجوم الاتحاد السوفياتي في حال حدوث حرب نووية.
أنشأ حلف الناتو سياسات لمهاجمة الاتحاد السوفييتي وكذلك كيفية التعامل معها من دون وجود محفز نووي في تغيير الطريقة التي ستجري بها الحروب التقليدية. البديل الأول التصعيد الأفقي الذي إذا كان الاتحاد السوفييتي سيهاجم دولة أوروبية فإن أوروبا كلها ستغرق في الحرب سيتم دفع الحرب إلى الخارج في مسارح جديدة. يقر الناتو بأن هذا الشكل من التصعيد لا يمكن أن يقوم به الناتو.
السياسة الثانية هي التصعيد الزمني وهي سياسة يبذل فيها جهد لإطالة أمد الحرب لفترة تكفي إلى أن يصبح جانب واحد عاجزاً عن مواكبة جهود وقت الحرب وكل الموارد المتاحة تصبح مرتفعة أو حالة من الجمود تمنع الطرفين من المطالبة بالنصر وينظر إلى هذه السياسة الثانية باعتبارها الطريقة الأكثر تقليدية للتعامل مع اتحاد الجمهوريات الاشتراكية السوفياتية. وستحاول فرض السوفيات في حرب استنزاف لإجبار الجمود والسرعة على إنهاء أي صراع محتمل قبل أن تصبح الوسائل النووية خيارا.
السياسة الثالثة فتسمى «التصعيد المفاجئ» حيث كانت النظرية التي عقدتها منظمة حلف شمال الأطلسي (الناتو) أنها كانت وسيلة مجدية لتجنب التصعيد الرأسي سيتم شن هجوم مفاجئ لشلّ البلد المهاجم في هذه الحالة روسيا من الانتقام بالأسلحة النووية مثال على ذلك هو ما إذا كان الاتحاد السوفييتي سيهاجم ألمانيا ويدخل إلى منطقة عمليات حلف الناتو وسرعان ما ستحيط به قوات الناتو لمنع اندفاعه إلى أوروبا. اعتمدت هذه الخطة بشكل كبير على قدرة حلف الناتو على العمل معها.

## قدرات الناتو النووية
في عام 1967 قبل حلف الناتو رسميا كان يوجد مبدأ «الاستجابة المرنة» إلا أن قلق الأعضاء الأوروبيين قد أثمر في تغيير كيفية تنفيذ السياسة حيث كان التغيير المقترح الأول هو إنشاء قوة دائمة تقليدية أكبر إذا ما تم تدميرها ستستجيب الولايات المتحدة بالمثل للاتحاد السوفياتي بالأسلحة النووية. لم يزيد الناتو حجم قوته التقليدي وبسبب عدم قيامه بذلك احتفظوا بقوات عسكرية ضعيفة يمكن إبادتها من قبل الاتحاد السوفييتي في لحظات هذه السياسة بعد أن تم دمج الأوروبيون سمح لهم بالاحتفاظ بالدفاع السابق المستخدم. كانت قوات الناتو غير مهمة لكن القوة النووية للولايات المتحدة كانت متفوقة وأوجدت الردع الذي سعت إليه في ذلك الوقت و لزيادة الردع تبنت منظمة حلف شمال الأطلسي أنظمة صواريخ ذات قدرة مزدوجة مثل المدفعية عيار 155 ملم.